# Heshi (köpinghuvudort i Kina, Jiangxi Sheng, lat 28,02, long 116,65)
Heshi är en köpinghuvudort i Kina. Den ligger i provinsen Jiangxi, i den sydöstra delen av landet, omkring 110 kilometer sydost om provinshuvudstaden Nanchang. Antalet invånare är 23 204. Befolkningen består av 11 066 kvinnor och 12 138 män. Barn under 15 år utgör 21,0 %, vuxna 15-64 år 72 %, och äldre över 65 år 6,0 %.
Runt Heshi är det ganska tätbefolkat, med 192 invånare per kvadratkilometer. Närmaste större samhälle är Langju, 16,5 km söder om Heshi. Trakten runt Heshi består till största delen av jordbruksmark.
Genomsnittlig årsnederbörd är 2 563 millimeter. Den regnigaste månaden är juni, med i genomsnitt 466 mm nederbörd, och den torraste är oktober, med 21 mm nederbörd.